# Zaplethocornia kasparyani
Zaplethocornia kasparyani är en stekelart som beskrevs av Hinz 2000. Zaplethocornia kasparyani ingår i släktet Zaplethocornia och familjen brokparasitsteklar. Inga underarter finns listade i Catalogue of Life.